# Zurmat (district)
Zurmat of Zormat is een van de 11 districten van de provincie Paktiyā in Afghanistan. Zurmat heeft 94.000 inwoners. Het districtscentrum ligt in de gelijknamige plaats Zurmat.
Ahmadabad · Chamkani · Dand-Wa-Patan · Gardez · Jaji · Jani Khel · Lija Ahmad Khel · Sayid Karam · Shwak · Wuza Zadran · Zurmat